# Munnikij
Munnikij is een buurtschap in de gemeente Medemblik, in de provincie Noord-Holland.
Munnikij is gelegen aan/in de oostrand van Kerkbuurt, ten westen van het dorpscentrum van Andijk. Munnikij is een van de oudste plaatsen van Andijk. De benaming komt in West-Friesland op diverse plekken voor, als veldnaam en als straatnaam. In De Streek zijn er twee buurtschappen die de naam dragen, zij het met een iets andere spelling, de buurtschap bij Andijk, Munnikij, en de buurtschap Munnickaij bij Schellinkhout. In het West-Fries worden beide Munnekaai genoemd.
De naam 'Kij' of 'Kaij' verwijst naar de op hoogte gelegen plaats. Mogelijk betreft het hier een klooster of een hofstede. 'Munnick' kan daarop duiden, zijnde de hoge plaats van de Monniken. Echter 'Munnick' kan ook verwijzen naar het Oudfriese woord 'Munnek' dat mest betekent. Met name voor de plaats in Schellinkhout wordt hieraan gedacht. Deze mest is de onderste laag van de terpachtige hoogte maar bij de buurtschap bij Andijk wordt gedacht aan inderdaad een verwijzing naar de monniken. Dit omdat het bekend is dat Friese monniken in dit deel van De Streek veel land hadden.
Munnikij heeft van oorsprong ook meer de vorm van een echte terp; kaai of kaei betekent is het West-Fries ook 'terp'. Er wordt van uitgegaan dat de terp enige tijd niet of nauwelijks bewoond is geweest voordat er een soortgelijke bewoning op ontstond als de andere (voormalige) buurtschappen van Andijk, de tuindershuisjes. Ook werden er uiteindelijk sloten aangelegd door de terp heen. Sinds halverwege de 20e eeuw is niet de hele terp meer bewoond. Toch vormt de Munnikij nog echt een eigen buurt binnen en aan de rand van de buurtschap Kerkbuurt en wordt daarom ook nog altijd als eigen buurtschap gezien.
Stad: Medemblik

Dorpen: Abbekerk · Andijk · Benningbroek · Hauwert · Lambertschaag · Midwoud · Nibbixwoud · Onderdijk · Oostwoud · Opperdoes · Sijbekarspel · Twisk · Wadway (deels) · Wervershoof · Wognum · Zwaagdijk (Zwaagdijk-Oost en Zwaagdijk-West)

Buurtschappen: Bangert · Bennemeer · Broerdijk · De Buurt · Het Hoogeland · Kerkbuurt · Koppershorn · Lekermeer · Munnikij · 't Slot · Veldhuis · Het Westeinde · Wijzend · Zomerdijk

Noord-Holland: Steden en dorpen in Noord-Holland      Nederland: Provincies · Gemeenten